# Trotz & Träume
Trotz & Träume waren eine West-Berliner Musikgruppe, die um 1980 eine gewisse Resonanz mit deutschsprachigem Folk-Rock erzielte. Ihre gleichnamige, selbstproduzierte LP Trotz & Träume von 1979 blieb die einzige Platte der Gruppe.
1977 von den weitgehend unbekannten Liedermachern Rudolf Cacek, Manfred Maurenbrecher und Henner Reitmeier aus der Westberliner Sponti-Szene gegründet, zog die Gruppe in wechselnder Besetzung vor allem durch Musikkneipen und Jugendzentren in Westberlin und Westdeutschland. Kurz nach der Gründung stieß als Mitträger der Gruppe Burkhard Schulze-Darup hinzu. Sämtliche vier Musiker texteten und komponierten. Die Gruppe spielte ausschließlich akustische Instrumente, darunter Klavier. Für ihre LP verstärkte sie sich mit Bläsern, darunter Michael Stein, der auch Bass spielte, sowie einer Geigerin. Während sich Thomas Rothschild durch diese Platte „aus dem Schwulenmilieu“ durch „das Fehlen von sentimentalen Selbstmitleid“, der „sprachlichen Präzision der Texte“ und einem „überraschenden, kammermusikalischen Sound“ angesprochen fühlte, bemängelte Uli Dornieden, die Poesie der Texte werde oft unterm Chaos der Instrumente erstickt. Trotzdem sei die Platte „besser als das meiste in der Umgebung und bestimmt gibt es zur Zeit keine deutsche Gruppe, die Alltagserfahrungen, Liebesängste, erotische Stimmungen und Zukunftsträume überzeugender formuliert.“ Frank Urban befand, mit Trotz & Träume hätten sich Interpreten zusammengefunden, denen es trotz ihrer „ausgeprägten Individualität“ gelungen sei, „ein Gruppen-Profil“ zu entwickeln.
1982 löste sich die Gruppe auf. Manfred Maurenbrecher startete eine Solokarriere. Cacek, Reitmeier und Schulze-Darup wurden Landschaftsgärtner, Künstlermodell, Architekt. Henner Reitmeier kam um 2010 wieder auf die Musik zurück.